# Pablo Pietrobelli
Pablo Pietrobelli, född 14 juni 1980, är en argentinsk friidrottare. Han deltog vid olympiska sommarspelen 2008.